# Bernalit
Bernalit ist ein sehr seltenes Mineral aus der Mineralklasse der Oxide und Hydroxide mit der chemischen Zusammensetzung Fe(OH)3 und ist damit chemisch gesehen ein Eisenhydroxid, genauer Eisen(III)-hydroxid.
Bernalit kristallisiert im orthorhombischen Kristallsystem und entwickelt abgeflachte pyramidale Kristalle oder pseudokubische Oktaeder bis etwa drei Millimeter Größe mit leicht konkaven Flächen. Frische Proben zeigen einen glas- bis diamantähnlichen, angewitterte Oberflächen einen eher fettähnlichen Glanz auf den Oberflächen. In reiner Form ist das Mineral durchsichtig und von dunkelflaschengrüner bis gelbgrüner Farbe. Durch Einschlüsse von Goethit kann die Transparenz jedoch bis zur Undurchsichtigkeit abnehmen.

## Etymologie und Geschichte
Das Typmaterial von Bernalit wurde schon 1920 von R. T. Slee aus der „Propietary Mine“ bei Broken Hill im australischen Bundesstaat New South Wales geborgen. Slee schickte die Fundstücke an den australischen Mineralogen Frank Stillwell zur Identifikation. Stillwell erkannte sie als Arsenopyrit, umgeben von Skorodit. Das Fundstück wurde daraufhin lange Zeit im Institut für Mineralogie der Universität Melbourne aufbewahrt.
Im Jahr 1990 wurden alle Fundstücke in das Museum of Victoria in Melbourne verlegt und in diesem Rahmen neu untersucht. Dabei wurde Bernalit entdeckt und von einem Mineralogenteam, bestehend aus William D. Birch, Allan Pring, Armin Reller und Helmut W. Schmalle, erstbeschrieben. Sie benannten das Mineral nach dem britischen Mineralogen John Desmond Bernal (1901–1971), um ihn für seine Verdienste im Bereich der Kristallchemie von Eisenoxiden und -hydroxiden zu ehren.
Das Mineralogenteam sandte seine Untersuchungsergebnisse und den gewählten Namen 1991 zur Prüfung an die International Mineralogical Association (interne Eingangsnummer der IMA: 1991-032), die den Bernalit als eigenständige Mineralart anerkannte. Die Publikation der Erstbeschreibung erfolgte zwei Jahre später im Fachmagazin American Mineralogist. Die seit 2021 ebenfalls von der IMA/CNMNC anerkannte Kurzbezeichnung (auch Mineral-Symbol) von MineralName lautet „Bnl“.
Typmaterial des Minerals wird im Melbourne Museum (ehemals Museum of Victoria, MOV) in Melbourne (Victoria) unter der Sammlungsnummer M40597 und im South Australian Museum (SAM) in Adelaide (South Australia) in Australien aufbewahrt.

## Klassifikation
Die strukturelle Klassifikation der International Mineralogical Association (IMA) zählt den Bernalit zur Gruppe der nicht stöchiometrischen Einfachperowskite mit unbesetzter A-Position in der Perowskit-Supergruppe. Hier bildet er zusammen mit Söhngeit und Dzhalindit die Söhngeit-Untergruppe.
Da der Bernalit erst 1991 als eigenständige Mineralart anerkannt wurde, ist er in der seit 1977 veralteten 8. Auflage der Mineralsystematik nach Strunz noch nicht aufgeführt.
Im zuletzt 2018 überarbeiteten „Lapis-Mineralienverzeichnis“, das sich im Aufbau noch nach dieser alten Form der Systematik von Karl Hugo Strunz richtet, erhielt das Mineral die System- und Mineralnummer IV/F.15-030. In der Lapis-Systematik entspricht das der Klasse der „Oxide und Hydroxide“ und dort der Abteilung „Hydroxide und oxidische Hydrate (wasserhaltige Oxide mit Schichtstruktur)“, wo Bernalit zusammen mit Dzhalindit und Söhngeit eine unbenannte Gruppe mit der Systemnummer IV/F.15 bildet.
Die von der IMA zuletzt 2009 aktualisierte 9. Auflage der Strunz’schen Mineralsystematik ordnet den Bernalit zunächst in die Abteilung „Hydroxide (ohne V oder U)“ ein. Diese ist weiter unterteilt nach der möglichen Anwesenheit von Kristallwasser und der Kristallstruktur, so dass das Mineral entsprechend seiner Zusammensetzung in der Unterabteilung „Hydroxide mit OH, ohne H2O; eckenverknüpfte Oktaeder“ zu finden, wo es ebenfalls zusammen mit Dzhalindit und Söhngeit die „Söhngeitgruppe“ mit der Systemnummer 4.FC.05 bildet.
In der vorwiegend im englischen Sprachraum gebräuchlichen Systematik der Minerale nach Dana hat Bernalit die System- und Mineralnummer 06.03.05.03. Auch dies entspricht der Klasse der „Oxide und Hydroxide“ und dort der Abteilung „Hydroxide und hydroxyhaltige Oxide“. Hier findet er sich innerhalb der Unterabteilung „Hydroxide und hydroxyhaltige Oxide mit (OH)3- oder (OH)6-Gruppen“ in einer unbenannten Gruppe mit der Systemnummer 06.03.05, in der auch Dzhalindit und Söhngeit eingeordnet sind.

## Chemismus
In der idealen Zusammensetzung von Bernalit (Fe(OH)3) besteht das Mineral im Verhältnis aus je einem Teil Eisen (Fe) sowie je drei Teilen Sauerstoff (O) und Wasserstoff (H) pro Formeleinheit. Dies entspricht einem Massenteil (Gewichtsprozent) von 52,26 Gew.-% Fe, 44,91 Gew.-% O und 2,83 Gew.-% H oder in der Oxidform 74,73 Gew.-% Eisen(III)-oxid (Fe2O3) und 25,27 Gew.-% Wasser (H2O).
Bei natürlich vorkommenden Bernaliten weichen diese Werte allerdings meist ab. Zudem kann die Zusammensetzung durch Fremdbeimengungen verunreinigt sein. So wurden am Typmaterial aus Broken Hill, Australien neben 65,53 Gew.-% Fe2O3 und 25,2 Gew.-% H2O zusätzlich 2,99 Gew.-% Siliciumdioxid (SiO2), 2,70 Gew.-% Blei(II)-oxid (PbO), 1,13 Gew.-% Zinkoxid (ZnO) und 1,0 Gew.-% Kohlendioxid (CO2) gemessen.

## Kristallstruktur
Bernalit kristallisiert orthorhombisch in der Raumgruppe Immm (Raumgruppen-Nr. 71) mit den Gitterparametern a = 7,544 Å, b = 7,560 Å und c = 7,558 Å sowie 8 Formeleinheiten pro Elementarzelle.

## Eigenschaften
Bernalit ist gut löslich in Säuren.

## Bildung und Fundorte
Bernalit bildet sich in metamorphisierten Blei-Zink-Lagerstätten. Als Begleitminerale können unter anderem Goethit (Eisenoxidhydroxid) und Coronadit (Blei-Mangan-Oxid) auftreten.
Weltweit sind bisher nur rund 10 Vorkommen für Bernalit dokumentiert (Stand 2024). Außer an seiner Typlokalität in Broken Hill (New South Wales) konnte das Mineral in Australien nur noch im Gold-Fundgebiet Croydon (Croydon Shire, Queensland) gefunden werden.
In Deutschland trat Bernalit bisher in der Grube Clara bei Oberwolfach und der Grube Gottesehre bei Urberg in Baden-Württemberg sowie in der Grube Ludwig Vereinigt Feld bei Schönbrunn (Bösenbrunn) im sächsischen Vogtlandkreis auf.
Weitere bisher bekannte Vorkommen sind die Porphyrische Cu-Au-Ag-Mo-Mine Sar Cheshmeh (auch Sarcheshmeh) etwa 65 km südwestlich von Kerman im Iran, die ehemalige Kupfergrube Libiola („Miniera di Libiola“) in der italienischen Gemeinde Sestri Levante (Ligurien), die Ofuku-Mine (auch Yamato-Mine) bei Mine (Yamaguchi) in Japan, die El Fraile Mine bei Taxco de Alarcón in Mexiko, das Karbonatit-Massiv von Chuktukon (Chuktukonskoe) im Rajon Bogutschanski in der russischen Region Krasnojarsk, die San Telmo Mine bei El Cerro de Andévalo in der spanischen Provinz Huelva (Andalusien) und der Bergbaubezirk Victorio im gleichnamigen Gebirgszug innerhalb des Luna Countys im US-Bundesstaat New Mexico.